# Gabriel Vidović
Gabriel Vidović (Augusta, 1º dicembre 2003) è un calciatore croato, centrocampista della Dinamo Zagabria e della nazionale Under-21 croata.

## Carriera

### Club
È cresciuto nelle giovanili dell'Augusta per poi passare a quelle del Bayern Monaco, club con il quale ha esordito tra i professionisti nel 2022, sostituendo Serge Gnabry nell'incontro vinto dai bavaresi contro l'Arminia Bielefeld, vincendo poi il campionato tedesco nello stesso anno.
Ha poi affrontato tre prestiti: uno agli olandesi del Vitesse nella stagione 2022-2023, nella stagione 2023-2024 è stato in forza ai croati della Dinamo Zagabria con cui ha vinto un campionato, una coppa ed una Supercoppa di Croazia, mentre nella prima parte della stagione 2024-2025 è stato un giocatore del Magonza per poi essere richiamato dal Bayern con cui ha chiuso la stagione vincendo un ulteriore campionato.
Il 17 giugno 2025 viene annunciato il suo ritorno alla Dinamo Zagabria questa volta a titolo definitivo.

### Nazionale
Ha giocato nelle nazionali giovanili croate Under-17, Under-18, Under-19 ed Under-21; con quest'ultima nel 2023 ha anche partecipato agli Europei di categoria.

## Statistiche

### Presenze e reti nei club
Statistiche aggiornate al 18 maggio 2024.
| Stagione                | Squadra                 | Campionato              | Campionato | Campionato | Coppe nazionali | Coppe nazionali | Coppe nazionali | Coppe continentali | Coppe continentali | Coppe continentali | Altre coppe | Altre coppe | Altre coppe | Totale | Totale |
| Stagione                | Squadra                 | Comp                    | Pres       | Reti       | Comp            | Pres            | Reti            | Comp               | Pres               | Reti               | Comp        | Pres        | Reti        | Pres   | Reti   |
| ----------------------- | ----------------------- | ----------------------- | ---------- | ---------- | --------------- | --------------- | --------------- | ------------------ | ------------------ | ------------------ | ----------- | ----------- | ----------- | ------ | ------ |
| 2021-2022               | Bayern Monaco II        | RL                      | 30         | 21         | -               | -               | -               | -                  | -                  | -                  | -           | -           | -           | 30     | 21     |
| lug.-ago. 2022          | Bayern Monaco II        | RL                      | 3          | 0          | -               | -               | -               | -                  | -                  | -                  | -           | -           | -           | 3      | 0      |
| Totale Bayern Monaco II | Totale Bayern Monaco II | Totale Bayern Monaco II | 33         | 21         |                 | -               | -               |                    | -                  | -                  |             | -           | -           | 33     | 21     |
| apr.-mag. 2022          | Bayern Monaco           | BL                      | 3          | 0          | CG              | -               | -               | UCL                | -                  | -                  | SG          | -           | -           | 3      | 0      |
| ago. 2022               | Bayern Monaco           | BL                      | 1          | 0          | CG              | -               | -               | UCL                | -                  | -                  | SG          | -           | -           | 1      | 0      |
| Totale Bayern Monaco    | Totale Bayern Monaco    | Totale Bayern Monaco    | 4          | 0          |                 | -               | -               |                    | -                  | -                  |             | -           | -           | 4      | 0      |
| ago. 2022-2023          | Vitesse                 | E                       | 27         | 7          | CO              | 0               | 0               | -                  | -                  | -                  | -           | -           | -           | 27     | 7      |
| Totale carriera         | Totale carriera         | Totale carriera         | 64         | 28         |                 | 0               | 0               |                    | -                  | -                  |             | -           | -           | 64     | 28     |

## Palmarès

### Club

#### Competizioni nazionali
- Supercoppa di Croazia: 1

Dinamo Zagabria: 2023
- Coppa di Croazia: 1

Dinamo Zagabria: 2023-2024
- Campionato croato: 1

Dinamo Zagabria: 2023-2024
- Campionato tedesco: 2

Bayern Monaco: 2021-2022, 2024-2025